# 도요새 (영화)
도요새(The Sandpiper)는 미국에서 제작된 빈센트 미넬리 감독의 1965년 멜로, 로맨스 영화이다. 엘리자베스 테일러 등이 주연으로 출연하였고 마틴 랜소호프 등이 제작에 참여하였다.

## 출연

### 주연
- 엘리자베스 테일러
- 리차드 버튼

### 조연
- 에바 마리 세인트
- 찰스 브론슨
- 로버트 웨버
- 제임스 에드워즈
- 토린 댓처
- 톰 드레이크
- 더글러스 헨더슨
- 모건 메이슨

## 제작진
- 협력프로듀서: 존 칼리
- 의상: 아이린 세러프